# Hans Schween
Hans Christoph Schween (* 1813; † 1869 in Varel) war ein deutscher Pädagoge und Parlamentarier.

## Leben
Hans Schween studierte an den Universitäten Jena und Tübingen. 1835 wurde er Mitglied des Corps Franconia Jena. Anschließend schloss er sich dem Corps Franconia Tübingen an. Nach dem Studium wurde er Lehrer. Zuletzt war er Lehrer an einer Privatschule in Hooksiel. 
1852 gehörte Schween dem Oldenburgischen Landtag an.